# هوبير ريس
هوبير ريس (بالإنجليزية: Hubert Rhys)‏ (31 أغسطس 1897 في المملكة المتحدة - 18 مارس 1970 في المملكة المتحدة) هو لاعب كريكت بريطاني. شارك مع فريق ويلز الوطني للكريكيت ‏. أما مع النوادي، فقد لعب مع نادي مقاطعة غلاموركن للكريكت ‏ وMonmouthshire County Cricket Club ‏.

## وصلات خارجية
- هوبير ريس على موقع إي آس بي آن كريك إنفو (الإنجليزية)